# Oliver Twist, Jr.
Oliver Twist, Jr. er en amerikansk stumfilm fra 1921 af Millard Webb.

## Medvirkende
- Harold Goodwin som Oliver Twist, Jr.
- Lillian Hall som Ruth Norris
- George Nichols
- Harold Esboldt som Dick
- Scott McKee som Artful Dodger
- Clarence Wilson som Fagin
- G. Raymond Nye som Bill Sykes
- Hayward Mack som Monks
- Pearl Lowe som Mrs. Morris